# Bitschart
Bitschart, Bitzschart, war ein Getreidemaß. Im Französischen  war es das bichet und  im Elsass verbreitet. In Freiburg im Üechtland entsprach es 12 Immi und als vier Viertel war es dort ein Mütt.